# Muntanya de Jordà
La Muntanya de Jordà és una serra situada als municipis de Figuerola del Camp, Cabra del Camp i el Pla de Santa Maria a la comarca de l'Alt Camp, amb una elevació màxima de 781 metres (Plana d'en Sarrils). Com que la serra de Jordà i la serra Carbonera estan enllaçades, segons on es consideri el límit, hi ha publicacions on es considera el Tossal Gros (867 msnm) el cim més alt de Jordà. Segons la toponímia del mapa digital de l'Institut Cartogràfic i Geològic de Catalunya, el Coll de Coloma és l'accident que separa les dues serres, i estrictament el Tossal Gros pertany a la Serra Carbonera.
La Muntanya de Jordà forma la part septentrional del massís conegut popularment com a Serra de Miramar. El Coll de Cabra separa les muntanyes de Jordà al sud i de Cabarrà al nord.